# Junglehøns
Junglehøns er en gruppe vilde hønsefugle fra Indien, Sri Lanka og sydøstasien.
Junglehønsene er stamformerne til tamhøns.  

## Arter
- Røde junglehøns, Gallus gallus
- Grå junglehøns, Gallus sonneratii
- Gule junglehøns, Gallus lafayetii
- Grønne junglehøns, Gallus varius

Fossiler af slægten Gallus findes over hele Eurasien. De synes at være opstået i  sydøst Europa. Adskillige fossile arter findes beskrevet, men ikke alle er sikre:
- Gallus aesculapii (sen miocæn/tidlig pliocæn, Grækenland) – tilhører muligvis slægten Pavo, (påfugle)
- Gallus moldovicus (sen pliocæn, Moldavien) – kan være den samme som Pavo bravardi
- Gallus beremendensis (sen pliocæn/tidlig pleistocæn, østlige Europa)
- Gallus karabachensis (tidlig pleistocæn, Nagorno-Karabakh)
- Gallus tamanensis (tidlig pleistocæn?, Tamanhalvøen i Krasnodar, Rusland)
- Gallus kudarensis (tidlig/mellem pleistocæn, Kudaro i Sydossetien)
- Gallus europaeus (mellem pleistocæn, Italien)
- Gallus sp. (mellem/sen pleistocæn, Moldavien)
- Gallus imereticus (sen pleistocæn, Gvardjilas-Klde i Georgien)
- Gallus meschtscheriensis (sen pleistocæn, Soungir i Rusland)
- Gallus georgicus (sen pleistocæn – tidlig holocæn, Georgien)
- Gallus sp. (sen pleistocæn, Ukraine)
- Gallus sp. (tidlig holocæn, Dnepr regionen)

| Dyr | Spire Denne artikel om dyr er en spire som bør udbygges. Du er velkommen til at hjælpe Wikipedia ved at udvide den. |